# Sonsee Neu
Sonsee Neu (bürgerlich Sonsee Ahray Natascha Floethmann-Neu; * 4. Juni 1973 in Frankfurt am Main als Sonsee Ahray Natascha Floethmann) ist eine deutsche Schauspielerin. In US-amerikanischen Filmen wird sie teilweise auch nur unter dem Namen Sonsee Ahray geführt.

## Leben
Sonsee Neu verdankt ihren ungewöhnlichen Vornamen (Sonseeahray – Morgenstern) dem Faible ihrer Mutter für den Western Der gebrochene Pfeil mit James Stewart. Sie hat eine ältere Schwester und einen jüngeren Halbbruder und wuchs in der Nähe von Darmstadt und in Erftstadt-Liblar auf.
Während ihrer Zeit als Austauschschülerin in Wyoming bewarb sich Neu erfolgreich bei einer Schauspielschule in New York. Nach dem Abitur absolvierte sie dort von 1993 bis 1996 an der American Academy of Dramatic Arts und dann bis 1998 bei Michael Howard ihre Schauspielausbildung. In den USA hatte sie auch erste Theaterauftritte.
Im Zweiteiler Titanic war Sonsee Neu 1996 erstmals im Fernsehen zu sehen. Seit 1997 spielt sie auch in Deutschland. In Thomas Jahns Familiendrama Herzbeben – Die Nacht, die alles veränderte hatte sie die weibliche Hauptrolle. Ihrem ersten Kinoauftritt in The Last Days of Disco folgten im Jahr 2002 Rollen im Erotikthriller Die Katzenfrau und der Komödie 666 – Traue keinem, mit dem du schläfst!.
In den folgenden Jahren war Sonsee Neu vor allem in Fernsehfilmen zu sehen: Vater braucht eine Frau (2002), Rosamunde Pilcher: Gewissheit des Herzens (2002), Die andere Frau (2003), Kommissarin Lucas – Vergangene Sünden und Kommissarin Lucas – Vertrauen bis zuletzt (2004), Der Bernsteinfischer (2005), Die Liebe eines Priesters (2005).
Von 2005 bis 2020 war Neu in der Comedy-Serie Pastewka als Bastian Pastewkas Freundin Anne zu sehen.
Sonsee Neu war von 2003 bis 2019 verheiratet. Sie lebt mit ihren zwei Kindern (* 2003 und 2006) in Berlin.

## Filmografie (Auswahl)

### Filme
- 1996: Titanic (Fernsehfilm)
- 1998: Herzbeben – Die Nacht, die alles veränderte
- 1998: Lieselotte (Fernsehfilm)
- 1998: The Last Days of Disco
- 1999: E-M@il an Gott (Fernsehfilm)
- 1999: Versprich mir, dass es den Himmel gibt
- 2002: Die Katzenfrau
- 2002: 666 – Traue keinem, mit dem du schläfst!
- 2002: Vater braucht eine Frau
- 2004: Die Kinder meiner Braut (Fernsehfilm)
- 2005: Die Liebe eines Priesters (Fernsehfilm)
- 2005: Der Bernsteinfischer (Fernsehfilm)
- 2007: Liebe nach Rezept (Fernsehfilm)
- 2007: Allein unter Töchtern (Fernsehfilm)
- 2007: Keinohrhasen
- 2008: Man liebt sich immer zweimal (Fernsehfilm)
- 2010: Scheidung für Fortgeschrittene (Fernsehfilm)
- 2010: Klarer Fall für Bär (Fernsehfilm)
- 2010: Visus – Expedition Arche Noah
- 2010: Scheidung für Fortgeschrittene
- 2011: Klarer Fall für Bär – Gefährlicher Freundschaftsdienst
- 2011: Neue Chance zum Glück (Fernsehfilm)
- 2011: Im falschen Leben (Fernsehfilm)
- 2013: Der Weihnachtskrieg (Fernsehfilm)
- 2019: Sechs auf einen Streich – Die drei Königskinder (Fernsehfilm)
- 2019: Der letzte Bulle
- 2021: Extraklasse 2+ (Fernsehfilm)
- 2022: Wie man keine Prinzessin heiratet (Jak si nevzít princeznu, Fernsehfilm)

### Fernsehserien
- 1997: Emergency Room – Die Notaufnahme (Folge 3x20)
- 2003: Utta Danella – Die andere Eva
- 2003: Rosamunde Pilcher: Gewissheit des Herzens
- 2003: Abschnitt 40 (Folge 2x04)
- 2004: Kommissarin Lucas (Folgen 1x02–1x03)
- 2005: Inga Lindström – Der Weg zu Dir
- 2005: SOKO Kitzbühel (Folge 5x03)
- 2005–2014, 2018–2020: Pastewka (81 Folgen)
- 2006: Ladyland (Folge 1x03)
- 2006: Im Tal der wilden Rosen: Verzicht aus Liebe
- 2007–2010: Deadline – Jede Sekunde zählt (12 Folgen)
- 2008: Im Namen des Gesetzes (Folge 11x14)
- 2008: Einsatz in Hamburg (Folge 1x11)
- 2009: Das Traumhotel – Kap der Guten Hoffnung
- 2009, 2012: SOKO Köln (Folgen 6x02, 8x19)
- 2010: SOKO Stuttgart (Folge 1x06)
- 2010: Küstenwache (Folge 13x24)
- 2011: Alles was recht ist – Väter, Töchter, Söhne
- 2012, 2018: SOKO Leipzig (Folge 16x14, 18x08)
- 2012, 2017: Die Bergretter (Folge 3x05, 9x06)
- 2012: Der letzte Bulle (Folge 3x12)
- 2012: Unser Charly (Folge 16x12)
- 2013: Ein Fall für zwei (Folge 33x01)
- 2013: Tatort – Macht und Ohnmacht
- 2013: Familie Dr. Kleist (Folge 5x04)
- 2015, 2016, 2018, 2025: Die Kanzlei (Folgen 1x09, 2x02, 3x03, 3x09, 6×09)
- 2016: Wilsberg – Tod im Supermarkt
- 2016: Sibel & Max (Folge 2x04)
- 2017: Bettys Diagnose (Folge 3x03)
- 2017: Das Traumschiff – Tansania
- 2019: Friesland – Hand und Fuß (Folge 4x02)
- 2020–2021: Die Chefin (Folgen 11x03, 12x01, 12x03)
- 2021: Letzte Spur Berlin (Folge 10x10)
- 2021: SOKO Potsdam (Fernsehserie, Folge 4x05)

## Theater
- 1996: Hedda Gabbler (Abbey Theatre, New York)
- 1997: Waiting in the Wings (Abbey Theatre, New York)
- 1997: Die Trojaner Frauen (Abbey Theatre, New York)
- 1997: Die bitteren Tränen der Petra von Kant (Fassbinder Festival, New York)
- 2000: Richard III (Harold Clurman Theatre New York)

## Hörspiele
- 2008: Ulrich Land: Vernagelt; Regie: Sven Stricker (DKultur)

## Auszeichnungen
- 2002:
  - Nominierung für den BUNTE – New Faces Award für ihre Rolle im Film 666 – Traue keinem, mit dem du schläfst!

- 2006:
  - Rose d’Or – Preis der Presse

- 2014: 	
  - Nominierung Deutscher Schauspielerpreis in der Kategorie Beste Schauspielerin in einer komödiantischen Rolle